# ジョン・マツダイラ
ジョン・タケヒサ・マツダイラ（John Takehisa Matsudaira、日本名：松平 武久（まつだいら たけひさ）、1922年11月26日 - 2007年1月30日）は、アメリカ合衆国の画家。アメリカ陸軍軍人。ワシントン州シアトル出身。父は松平徳久。母は松平ホトル。